# Aidarus al-Zoubaidi
Aidarus al-Zoubaidi é um político iemenita e um comandante supremo da Resistência do Sul que foi governador da província de Áden de dezembro de 2015 a abril de 2017.
Al-Zoubaidi é um antigo comandante miliciano da província de Dhale, que permaneceu leal ao presidente Abd Rabbuh Mansur Al-Hadi durante a Guerra Civil Iemenita. Foi nomeado governador de Áden no início de dezembro de 2015, depois que o anterior, o major-general Jaafar Mohammed Saad, foi assassinado por um carro-bomba.  No início de janeiro de 2016, sobreviveu a uma tentativa de assassinato pelo Estado Islâmico quando uma bomba explodiu perto de seu comboio e pelo menos um guarda-costas foi morto. 
Foi demitido em 27 de abril de 2017 pelo presidente Hadi  o que o levaria, em 11 de maio de 2017, a proclamar uma autoridade paralela para liderar o sul do Iêmen, o Conselho de Transição do Sul.
Em 21 de janeiro de 2018 o Conselho de Transição do Sul lança um ultimato de sete dias ao presidente Abd Rabbuh Mansur Al-Hadi para demitir o governo de Ahmed bin Dagher e substituí-lo por um governo de tecnocratas, ou iria nomear o seu próprio governo. 
Em 21 de janeiro de 2018, logo após a expiração do ultimato, os separatistas tomaram o controle da sede do governo em Áden.